# Okręg wyborczy Copeland
Okręg wyborczy Copeland powstał w 1983 r. i wysyła do brytyjskiej Izby Gmin jednego deputowanego. Okręg powstał na miejscu wcześniej istniejącego okręgu Whitehaven.

## Deputowani do brytyjskiej Izby Gmin z okręgu Copeland
- 1983–2005: Jack Cunningham, Partia Pracy
- 2005– : Jamie Reed, Partia Pracy